# Lacs des Millefonts
Les lacs des Millefonts sont situés sur la commune de Valdeblore, à 2 229 m d'altitude pour le premier et 2 375 m pour le dernier et cinquième lac.

## Présentation

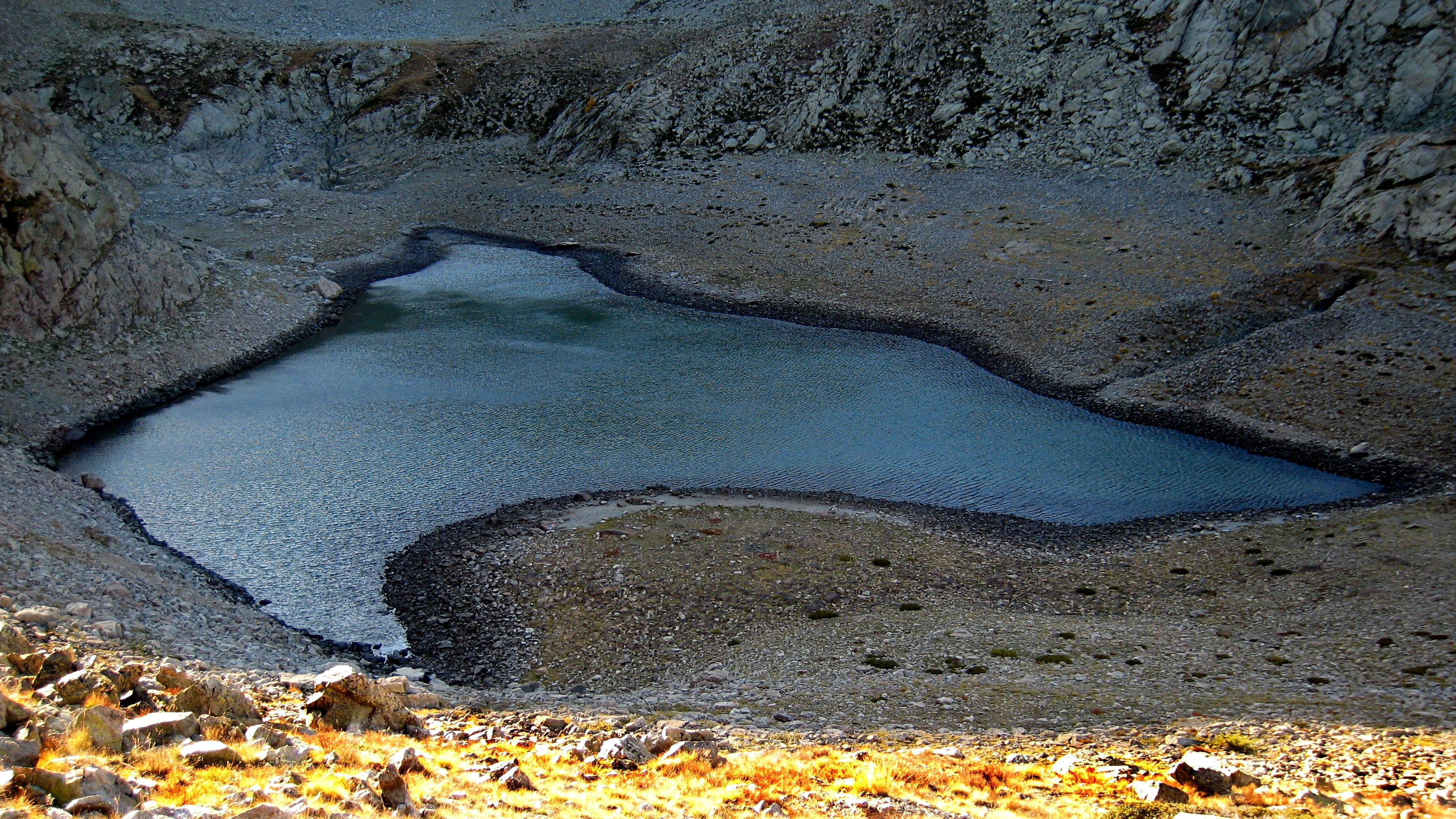
Le lac Gros, le plus haut des lacs des Millefonts (2 375 m).